# Еміграція з України
Еміграція з України. Виділяють чотири хвилі масової міграції з території України. Першу хвилю, що почалася близько 1880 р. і тривала до вибуху Першої світової війни, зумовили переселенські акції урядів Російської імперії і Австро-Угорщини на Далекий Схід і Балкани відповідно, та обезземелення значної частини українського селянства Галичини й Буковини, що супроводжувалося його виїздом на роботу переважно до різних країн Північної та Південної Америки. 
Друга хвиля еміграції, що відбувалася від 1920 до 1930 р., мала в основному політичний характер: з України виїхало багато осіб, які в 1917—1920 рр. брали участь у змаганнях за самостійність України.
Третя хвиля тривала від 1940 до 1954 р. і складалася з осіб, які опинилися поза Україною внаслідок Другої світової війни і відмовилися від повернення назад. По війні більшість спочатку перебувала в таборах для переміщених осіб та військовополонених а відтак поселилася в різних країнах Західної Європи та американського й австралійського континентів.
Четверта хвиля почалася в другій половині 1980-их рр. у зв'язку з лібералізацією політичного режиму в СРСР і триває досі. Внаслідок економічної кризи, що супроводжувала розпад СРСР і становлення незалежної України, мільйони українців виїхали і далі виїжджають на роботу до різних країн світу.

## Перша хвиля (1880—1920)
Освоєння просторів Російської імперії супроводжувалося масовими переселеннями українців за межі України. За 1891-1900 роки переселенці з України становили 36% усіх внутрішніх мігрантів імперії, у 1901-1910 роках їхня частка зросла до 49% і досягла 60% у роки перед Першою світовою війною. За період з 1896 по 1914 рік з 9-ти українських губерній за Урал переселилися 1,6 млн. осіб. З них 23% виїхали з Полтавщини, 17% - з Чернігівщини, 12% - з Київщини, 9% - з Херсонщини, 7% - з Таврії, 4, 5% - з Поділля, 4% - з Волині. У цей самий час почалася активна еміграція населення із західноукраїнських земель за океан, яка становила, з 1895 до 1913 року виїхало 413 тис. осіб.

## Друга хвиля (1920—1930)
Особливо значних розмірів набула українська міграція у радянський період. Насильницька колективізація 1929-1930 років супроводжувалася виселенням за межі України близько мільйона осіб.

## Третя хвиля (1940—1954)
Майже два мільйони людей були евакуйовані у роки війни у східні регіони СРСР. У повоєнний період великого розмаху набули переселення людей з України до Середньої Азії та Сибіру.
Обмін населенням між Україною та іншими республіками колишнього СРСР, за винятком кількох останніх років, характеризувався усталеністю міграційних потоків і постійністю географії міграційних зв'язків. Головним партнером України щодо міграційного обміну всі ці роки була Росія, у першу чергу - Уральський, Центрально Чорноземний, Північнокавказький, Північно-Західний та Східносибірський регіони. Українська молодь брала активну участь в освоєнні цілини в Казахстані, виїжджала за комсомольськими закликами на гідроенергетичні будови в Сибіру, на спорудження Байкало-Амурської магістралі, промислові новобудови в країнах Балтії. Водночас Україна приймала переселенців з інших республік СРСР: частка міжреспубліканської міграції в прирості її населення впродовж трьох десятиріч становила близько 25%.
За часів автократичного режиму, що намагався звести до мінімуму контакти громадян із зовнішнім світом, відгородитися від нього "залізною завісою", все ж не вдалося повністю припинити еміграцію. Люди виїжджали нелегально, використовуючи для цього відрядження чи туристичні подорожі, інколи свідомо порушували кордон, а потім зверталися до властей країни призначення з проханням про політичний притулок або ж шукали шляхів потрапити в єдиний можливий легальний канал виїзду - внаслідок об'єднання сімей. Оскільки близьких родичів за кордоном мали здебільшого представники окремих національних груп (євреї, німці, греки, вірмени), еміграція з України, як зрештою і з усієї території СРСР, мала, передусім, етнічний характер.
Цьому сприяла також позиція урядів Ізраїлю та Німеччини, що гарантували в'їзд і облаштування представників відповідних етносів, діяльність добре організованих і впливових єврейської, вірменської та інших діаспор.

## Міграція нацменшин

### Євреї
Під тиском світової громадськості радянський уряд був змушений дещо послабити еміграційні заборони. Якщо за період після закінчення Другої світової війни і до 1970 року з України до Ізраїлю виїхало трохи більше двох тисяч осіб, то у 70-ті роки - майже 81 тис., причому 2/3 з них - у 1975-1979 роках. Серед єврейської еміграції з СРСР громадяни України порівняно з представниками інших республік СРСР займали значне місце. Це сталося внаслідок географічної близькості до кордону, а також того, що в Україні мешкає численна єврейська національна меншина, яка прагне до збереження сімейних зв'язків.
Серед дорослих емігрантів до Ізраїлю кожний четвертий мав вищу освіту. Тільки за 1980 рік з України виїхало 67 інженерів, 40 лікарів, 57 викладачів вищих шкіл, а також юристи, музиканти, художники, інші висококваліфіковані фахівці. Разом з батьками на постійне місце проживання за кордон виїжджала значна кількість дітей (приблизно чверть мігрантів). Це негативно впливало на віковий, професійно-кваліфікаційний склад єврейської національної меншини в Україні. Загалом, внаслідок еміграції, а також зумовлених нею несприятливих демографічних тенденцій, кількість громадян єврейської національності в Україні за період від 1970 до 1979 років зменшилася майже на 150 тис. осіб, або на 18,3%.

### Німці
Досить інтенсивною, була еміграція з України громадян німецького походження. За переписом населення 1979 року в Україні проживало 34,1 тис. німців. За даними відділів віз і реєстрації МВС, у 70-і роки дозвіл на виїзд для постійного проживання за кордон отримало майже 3 тис. німців, тобто емігрував майже кожний десятий представник німецької національної меншини.

## Четверта хвиля (з 1987)
У 1987 році дозвіл на виїзд на постійне місце проживання за кордон отримало 5,4 тис. громадян України (серед них для виїзду до Ізраїлю - 3 тис.), у 1988 році - 13 тис. (до Ізраїлю - 10 тис.), у 1989 році. - 36,5 тис. (до Ізраїлю - 33,2 тис.).
Найбільша кількість дозволів видана у 1990 році - 73 тис. (до Ізраїлю 68 тис.). Разом з батьками виїхало понад 22 тис. дітей. Загальна кількість емігрантів перевищила 90 тис. осіб, що майже у 15 разів більше, ніж у 1987 році. Швидке збільшення еміграції з України призвело до зростання питомої ваги українських громадян серед усіх емігрантів з СРСР. Якщо у 1987 році вона становила 17,0% від усього потоку, то у 1990 році - 21,1%. За цим показником Україна лише поступалася Росії (22,9%). Якщо ж взяти кількість емігрантів у відношенні до кількості населення, то для України цей показник був набагато більшим. Кожний п'ятий, хто покинув СРСР у 1990 році, виїжджав з України.

### Еміграція в Росію
Кількість українців, що отримали громадянство Росії:
- 2012 — 12,803[1]
- 2014 — 24,100[2]
- 2015 — 67,400[2]
- 2016 — 100,696[3]
- 2017 — 85,119[4]
- 2018 — 83,081[5]
- 2019 — 299,422[6]

### Еміграція в Польщу
Кількість українців, що отримали громадянство Польщі:
- 2008 — 579
- 2015 — 2,012
- 2016 — 2,096
- 2017 — 2,415

## Динаміка еміграції з України
- 1987 — 5,400 (3,000 — в Ізраїль)[8][9]
- 1988 — 13,000 (10,000 — в Ізраїль)
- 1989 — 36,500 (33,200 — в Ізраїль)
- 1990 — 95,000 (93,500 — в Ізраїль)
- 1991 — 70,000 (48,500 — в Ізраїль, 15,364 — США, 2,144 — Німеччину)
- 1992 — 44,400 (20,000 — в США, 13,700 — Ізраїль, 6,500 — Німеччину)
- 1993 — 48,000 (33% — в США, 29% — до Ізраїлю, 17% — Німеччину), (емігранти за національністю: 46% — євреї, 20% — українців, 13% — росіяни)
- 1994 — 292,700 (224,600 — в Росію, 21,700 — Ізраїль, 16,500 — США, 9,300 — Німеччину, 1,600 — Канаду, 800 — Австралію)
- 2022 — на 22 березня понад 3 500 000[10] (майже 2 млн осіб прихистила Польща[11], понад 518 тис. прийняла Молдова[12], понад 359 тис. знайшли тимчасовий захист в Румунії, майже 300 тис. — виїхали в Угорщину, понад 240 тис. — Словаччину, понад 225 тис. — Німеччину[13], понад 184 тис. українців прибуло до Росії,  2,5 тис. — до Білорусі, 25 тис. біженців — Іспанія[14], близько 30 тис. — Чехія[15],  близько 20 тисяч осіб мігрували до Турецької Республіки[16], понад 24 тис. — Литва[17], майже 20 тис. — Естонія[18], понад 10 тис. — Франція[19], 12 тис. заявок від вимушених переселенців з України отримала Австрія[20], 12 тис. потрапили в Ізраїль[21], 12 тис. зареєстрували в Нідерландах[22][23],  понад 7 тис. прибули у Грецію[24], 2,5 тис. — Сербію[25], значну міграційну допомогу запропонували Бразилія[26], Канада[27][28], Велика Британія[29], Японія[30].